# Geografía de Quebec
La geografía de Quebec  es muy vasta y diversa. Ocupando la menor parte de la porción norte del continente. Quebec se ubica al este de la provincia de Ontario y de la bahía de Hudson, al sur del Nunavut y del estrecho de Davis, al oeste de las Provincias Marítimas y de Labrador y al norte de varios estados de EE. UU. (Nueva York, Vermont, Nuevo Hampshire y Maine). Más del 90% de la superficie de Quebec forma parte del llamado Escudo Canadiense.

## Clima
Quebec tiene tres regiones principales del clima. Quebec meridional y occidental, incluyendo la mayor parte de los centros principales de la población, tiene un clima continental húmedo (clasificación Dfb del clima de Koppen) con veranos calientes, húmedos y desea, los inviernos fríos. Las influencias climáticas principales son de Canadá occidental y norteño que se mueven hacia el este y de los Estados Unidos meridionales y centrales que se mueven hacia el norte. Debido a la influencia de los sistemas de la tormenta de la base de Norteamérica y del Océano Atlántico, precipitación es abundante a través del año, con la mayoría de las áreas la recepción de más de 1.000 milímetros (40 pulgadas) de precipitación, incluyendo sobre 300 centímetros (120 pulgadas) de nieve en muchas áreas. El tiempo severo del verano (tal como tornados y tempestades de truenos severas) es menos campo común lejano que en Ontario meridional, aunque ocurren de vez en cuando.
La mayor parte de Quebec central tiene un clima subártico (Koppen Dfc). Los inviernos aquí son largos y entre el más frío de Canadá del este, mientras que los veranos son calientes pero muy cortos debido a una latitud más alta y a la mayor influencia de las masas de aire árticas. La precipitación es también algo menos que más lejos al sur, excepto en algunas de las elevaciones más altas.
El principal río es el San Lorenzo, arteria navegable que comunica la región de los Grandes Lagos con el Océano Atlántico. Atraviesa las ciudades de Montreal y Quebec, entre otras, y permanece helado desde noviembre hasta marzo. El clima es continental con temperaturas suaves en verano y muy frías en invierno, precipitaciones abundantes (en forma de nieve buena parte del año). En Montreal la temperatura media anual es de 6,1° (20,9° en julio, -10,4° en enero), en Quebec es de 4,0° (19,2° en julio, -12,8° en enero).
Las regiones norteñas de Quebec tienen un clima ártico (Koppen ET), con los inviernos y el cortocircuito muy fríos, veranos mucho más frescos. Las influencias primarias aquí son las corrientes del océano ártico (tales como la corriente de Labrador) y masas de aire continentales del ártico alto.

## Tierras bajas del San Lorenzo

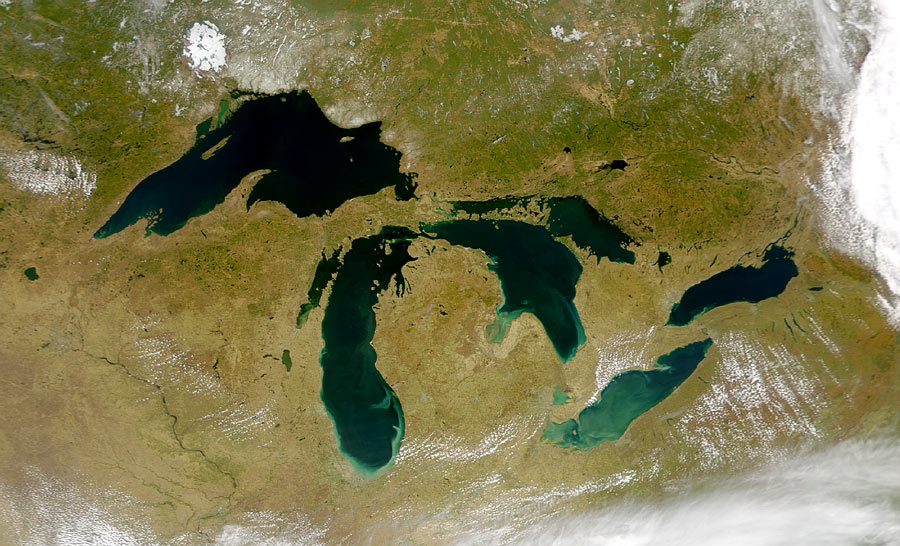
Los Grandes Lagos desde el espacio.

Artículos principales: Grandes Lagos (América del Norte), Río San Lorenzo
Las regiones del sur de Quebec y Ontario, en la cuenca del San Lorenzo, es una llanura sedimentaria particularmente rica. Antes de su colonización y la gran expansión urbana del siglo XX, esta área era hogar de bosques mixtos que cubrían la mayor parte de la zona entre los Apalaches y el Escudo Canadiense. La mayoría de estos bosques han sido talados para dejar espacio a la agricultura, entre otras cosas, pero la mayor parte de los bosques que aún se conservan están protegidos.
Mientras que el relieve de estas tierras bajas es particularmente llano y regular, una serie de nueve colinas conocida como montes Monteregianos se extiende linealmente por una distancia de 90 km entre la ciudad de Montreal y la región sudoeste de Quebec. Los picos más notables son el Mont-Royal y el monte Saint-Hilaire. Estas colinas son conocidas por su riqueza en minerales extraños.

## Escudo Canadiense
particularmente en el norte de Quebec. El Escudo Canadiense también rodea un área de tierras húmedas, los bajos de la bahía de Hudson. Algunas regiones particulares del escudo están cubiertas por cordilleras que incluyen los montes Torgat y los montes Laurentinos.
A pesar de que no es posible la práctica de la agricultura intensiva en el Escudo Canadiense, persiste la agricultura en menor escala y existen pequeñas granjas en los valles fluviales y alrededor de lagos, particularmente en regiones del sur. Los bosques boreales cubren gran parte del escudo, con una variedad de coníferas que provee un importante recurso para la industria maderera. En esta región existen grandes reservas minerales.

## Hidrografía
Esta cuenca cumple un rol trascendente en la lucha contra las sequías de las praderas y en la producción de energía hidroeléctrica, especialmente en Manitoba y el norte de Quebec. Sus elementos más importantes incluyen el lago Winnipeg; el río Nelson, el río de Saskatchewan Norte, el río de Saskatchewan Sur (que desembocan en el río Saskatchewan); el río Assiniboine; y el lago Netiling, en la isla de Baffin.

### Ríos importantes
Quebec posee una grandes ríos. Algunos de los más importantes son:
- Río Ottawa, en Quebec
- Río Koksoak, en Quebec
- Río San Lorenzo, en la fronteras quebequense-canadiense-americana; se extiende por Quebec.